# Филокипр
Филокипр (др.-греч. Φιλόκυπρος) — правитель кипрского города Солы в VI веке до н. э.

## Биография
По замечанию Евдокимова П. А., среди представителей кипрской знати были популярны двухосновные личные имена с формантом — ΚΥΠΡΟΣ. Филокипр (или Кипранор, по примечанию Стоянова Е. О.) был правителем небольшого города Эпеи, основанного, согласно преданию, сыном Тесея Демофонтом. Название «Эпея» означало «высокая», так как крепость, будучи практически неприступной, располагалась на суровом взгорье с малоурожайной почвой. По рассказу Плутарха, Солон во время своего десятилетнего путешествия посетил остров. Он и Филокипр, высказав друг другу искреннее уважение, стали друзьями, и Солон рекомендовал перенести город в более удобное место — на равнину у горы. Филокипр последовал этому совету и дал своей столице новое наименование — Солы, назвав её так в честь афинского законодателя. В город хлынули многочисленные переселенцы, и его быстрый расцвет вызвал зависть у других кипрских царей. Солон приветствовал успех Сол в своих элегиях:

Ныне ты здесь над солийцами царствуя долгие годы,
В городе сем обитай средь поколений своих.

Но, по сведениям Диогена Лаэртского, в честь Солона были названы не кипрские Солы, а киликийские. В связи с этим Суриков И. О. подчёркнул, что в ассирийских документах, составленных ещё до путешествия афинянина, город на Кипре называется Si-il-li.
Согласно Геродоту, сыном Филокипра был Аристокипр, павший во время восстания против власти персов во время правления Дария I. Суриков И. О. критически отнесся к этому сообщению, отметив, что события с участием Филокипра и Аристокипра разделены почти столетием.